# Kento Haneda
Kento Haneda (羽田 健人  Haneda Kento?, Osaka, 7 de julio de 1997) es un futbolista japonés que juega como defensa en el Shimizu S-Pulse de la J1 League.

## Trayectoria
En 2019 se unió al Oita Trinita de la J1 League.

## Clubes
| Club            | País  | Año       |
| --------------- | ----- | --------- |
| Oita Trinita    | Japón | 2019-2024 |
| Shimizu S-Pulse | Japón | 2025-     |